# Tomás Berreta Gandolfo
Tomás Berreta Gandolfo (1875 - 2 d'agost de 1947) va ser un polític uruguaià. President de la República entre l'1 de març de 1947 i el 2 d'agost de 1947 quan mor en el poder.